# Immergrüne
De Immergrüne ('altijd groene') is de schaakpartij tussen Adolf Anderssen en Jean Dufresne die gespeeld werd in Berlijn in 1852. De partij ging als volgt:
Adolf Anderssen – Jean Dufresne, Berlijn, 1852
opening: Evansgambiet - Eco-code C 52
1. e4 e5 2. Pf3 Pc6 3. Lc4 Lc5 4. b4
Dit is het "Evansgambiet", een opening die in de 19e eeuw populair was en zo nu en dan nog wordt gebruikt. Wit offert een klein beetje materiaal teneinde een voorsprong te krijgen in ontwikkeling.
4.... L×b4 5. c3 La5 6. d4 e×d4 7. 0-0 d3?! (zie diagram)
Dit wordt niet gezien als een goede verdediging, beter is d×c3 of d6.
8. Db3!?
Dit valt direct de pion op f7 aan, maar Burgess suggereert Te1.
8.... Df6 9. e5 Dg6
Wits e5-pion kan niet worden genomen. Bijvoorbeeld: na 9... P×e5 komt 10. Te1 d6 11. Da4†, met een vork op de koning en loper en de winst van een stuk.
10. Te1!  (zie diagram) Pge7 11. La3 b5?!
In plaats van zijn positie te verdedigen, offert ook zwart een pion, om zijn dame-toren te activeren met tempo.
Burgess suggereert 11. ...a6, teneinde de b-pion te kunnen laten oprukken.
12. D×b5 Tb8 13. Da4 Lb6
Zwart kan hier niet rokeren, omdat 14. L×e7 een stuk wint, doordat het paard op c6 niet het paard op e7 en tegelijkertijd de loper op a5 kan verdedigen (overbelasting).
14. Pbd2 Lb7 15. Pe4 Df5? 16. L×d3
Dreigt 17. Pd6† met damewinst.
16. ... Dh5 17. Pf6†!?
Dit is een mooi offer — hoewel Burgess aantekent dat 17. Pg3 Dh6 18. Lc1 De6 19. Lc4 veel eenvoudiger materiaal wint.
17.... g×f6 18. e×f6 Tg8 19. Tad1! (19. Le4 is objectief beter, na 19.. Dh3! 20. g3 Txg3+ ontstaan verwikkelingen, waarbij remise waarschijnlijk is) D×f3 (zie diagram) Maakt een mooi slot mogelijk. Beter was 19.. Tg4 of 19.. Ld4 waarna wit niet meer dan remise heeft.
Er dreigt 19. ... D×g2#. De zwarte dame mag niet genomen worden, doordat de toren op g8 de witte pion op g2 pent.
20. T×e7†! P×e7? (20.. Kd8 21. Txd7+ Kc8 22. Td8+ Pxd8 23. Dd7+ ! en wint als in de partij) 21. D×d7†!! K×d7 22. Lf5††
Dubbelschaak is altijd gevaarlijk, omdat het de koning tot beweging dwingt. Hier is het niet alleen gevaarlijk, maar ook beslissend.
22.... Ke8 23. Ld7† Kf8 24. L×e7# 1-0
Sawielly Tartakower zei: "Een combinatie die in de hele spelliteratuur onovertroffen is."